# Trachyspina daunton
Trachyspina daunton là một loài nhện trong họ Trochanteriidae. Loài này phân bố ở Queensland.